# Operação Colossus
Operação Colossus foi uma operação deflagrada pela Polícia Federal do Brasil (PF) e a Receita Federal (RFB) em setembro de 2022 para combater a evasão de divisas, lavagem de dinheiro, e associação criminosa entre os anos de 2017 e 2021, que continuaram existindo. Participaram da operação 170 policiais e servidores do fisco. Foi considerada uma das maiores investigações envolvendo operações ilegais com criptomoedas.
De acordo com as investigações, que iniciaram a partir de um Relatório de Inteligência Financeira (RIF), com comunicações de movimentações bancárias suspeitas envolvendo criptoativos. Segundo a PF, os envolvidos teriam sido divididos em grupos, que seriam os responsáveis por adquirir grandes ativos virtuais no exterior, em Hong Kong, Singapura e Estados Unidos, que eram vendidos no Brasil.
Ainda de acordo com a PF, apenas um contador cuidava de 1.300 empresas que ficavam em bairros de comércio popular na capital paulista. Parte dessas empresas eram fantasmas e que, durante o período investigado, teria ocorrido a movimentação de cerca de um bilhão de reais com arbitrados e exchanges. Segundo a PF, o investigado mudou-se para Dubai com o intuito de dificultar a atuação das autoridades e continuou a praticar atividades criminosas relacionadas à lavagem de dinheiro nos Emirados Árabes.
No dia 7 de janeiro de 2024, um operador financeiro investigado por lavagem de dinheiro por meio de criptoativos foi preso, pela PF do Aeroporto de Guarulhos, em São Paulo, ao tentar embarcar para Dubai, nos Emirados Árabes. O operador financeiro teria movimentado cerca de 13 bilhões de reais, no período de 2017 a 2021, sem apresentar registro de emissão de notas fiscais. Os investigadores afirmam que há evidências de operação realizada com dinheiro vindo do tráfico de drogas e de outros crimes. O investigado ficou conhecido como "Rei do Cripto".

## Desdobramentos
Em 15 de agosto de 2024, a PF deflagrou a "Operação Aluir", terceiro desdobramento da "Colossus" e cumpriu cinco mandados de busca e apreensão e dois mandados de prisão preventiva contra os principais integrantes da organização criminosa que movimentou mais de 13 bilhões de reais em criptoativos.
Foram identificadas ao menos 68 empresas de fachada controladas pelo grupo, de acordo com relatório obtido junto ao Conselho de Controle de Atividades Financeiras (COAF).